# Người thầy y đức
Người thầy y đức (낭만닥터 김사부; RR: Nangmandakteo Gimsabu; tên tiếng Anh: Dr. Romantic) là một bộ phim truyền hình Hàn Quốc năm 2016 với sự tham gia của Han Suk-kyu, Yoo Yeon-seok và Seo Hyun-jin. Phim được phát sóng trên SBS vào mỗi thứ Hai và thứ Ba lúc 22:00 (KST) với 20 tập từ ngày 7 tháng 11 năm 2016 đến ngày 16 tháng 1 năm 2017.
Phần thứ hai của bộ phim được phát sóng trên đài SBS từ ngày 6 tháng 1 năm 2020 đến ngày 25 tháng 2 năm 2020.

## Nội dung
Boo Yong-joo (Han Suk-kyu) là một bác sĩ phẫu thuật thiên tài người đã từng đứng đầu lĩnh vực của mình và từng làm việc tại bệnh viện hàng đầu của Seoul - Đại học Geosan. Sau một sự cố anh biến mất và đổi tên thành Kim Sa-bu. Anh bắt đầu làm việc tại một bệnh viện nhỏ tên Doldam, nằm ở tỉnh Gangwon. Anh ấy hướng dẫn Kang Dong-joo (Yoo Yeon-seok) và Yoon Seo-jeong (Seo Hyun-jin) trở thành những bác sĩ tuyệt vời bằng cách dạy họ chiến đấu chống lại quyền lực và tiền bạc vì lợi ích của bệnh nhân.

## Diễn viên
- Han Suk-kyu vai Kim Sa-bu (sư phụ Kim) / Boo Yong-joo

Tên thật của ông là Boo Yong-joo, nhưng anh ấy sử dụng tên Kim Sa-bu. Ông là bác sĩ phẫu thuật thiên tài duy nhất ở Hàn Quốc đạt được ba chứng chỉ trong phẫu thuật tổng quát, phẫu thuật tim và phẫu thuật thần kinh. Sau cái chết của học trò tại Bệnh viện Đại học Geosan, anh tự cô lập và chuyển đến bệnh viện Doldam để trở thành Bác sĩ phẫu thuật trưởng ở đó.
- Yoo Yeon-seok trong vai Kang Dong-joo

• Yoon Chan-young trong vai Kang Dong-joo khi còn trẻ. Thông minh và được trang bị những kỹ năng tuyệt vời, anh ta có khát khao thành công mạnh mẽ nhưng bị kìm hãm do hoàn cảnh gia đình nghèo khó. Anh ta được chuyển đến Bệnh viện Doldam sau cuộc phẫu thuật thất bại trên VIP, đó là cơ hội để anh ta chứng minh kỹ năng của mình. Trong phần 2 có đề cập đến việc anh phải chuyển công tác ra đảo
- Seo Hyun-jin trong vai Yoon Seo-jung

Cô ấy có một khao khát mãnh liệt để được công nhận hơn bất cứ ai. Cô ấy bị rung động bởi lời thú nhận lãng mạn của Dong-joo và cảm thấy tội lỗi sau cái chết của bạn trai mình. Sau vụ tai nạn, cô biến mất khỏi Bệnh viện Đại học Geosan và được Kim Sa-bu cứu sau khi bị thương. Sau đó cô trở thành bác sĩ tại bệnh viện Doldam.
- Shin Yi-joon  - Yoon Seo-jung  còn trẻ

Sinh ra ở Seoul vào ngày 8 tháng 9 năm 1984, có biệt danh là cá voi điên. Với tính cách lạc quan và trong sáng, cô đã trở thành một bác sĩ hết mình vì bệnh nhân để chứng minh sự tồn tại của bản thân mình và luôn hy vọng được ai đó công nhận. Sau tai nạn, cô biến mất khỏi Bệnh viện Đại học Geosan và được Kim Sa-bu cứu sống sau khi bị thương. Cô bị PTSD (hội chứng rối loạn căng thẳng sau chấn thương tâm lí) do cảm giác tội lỗi sau cái chết của vị hôn phu. Sau đó cô trở thành bác sĩ tại bệnh viện Doldam. Cuối cùng trở thành bạn gái của Kang Dong-joo. Trong phần 2 của bộ phim có đề cập đến việc cô đã đến San Diego vào ngày 6 tháng 9 năm 2019 để du học trong một năm.
- Kim Hong-pa vai Yeo Woon-young

Giám đốc bệnh viện Doldam. Một bác sĩ tự hào nhưng mất đi động lực sau cái chết của vợ.
- Jin Kyung trong vai Oh Myung-sim

Trưởng phòng y tá. Một người phụ nữ có ý thức mạnh mẽ để có thể đứng yên chống lại Kim Sa-bu.
- Im Won-hee trong vai Jang Gi-tae

Giám đốc điều hành của Bệnh viện Doldam.
- Byun Woo-min trong vai Nam Do-il

Một bác sĩ gây mê tự do và chủ sở hữu của một nhà hàng.
- Kim Min-jae trong vai Park Eun-tak

Một y tá tại bệnh viện Doldam. Anh ta có cảm tình với Yeon-hwa.
- Seo Eun-soo trong vai Woo Yeon-hwa

Một nhân viên trong bệnh viện Doldam thích Dong-joo. Sau đó, cô đến làm bác sĩ tại bệnh viện Doldam

## Âm nhạc

### Part 1
| 22 tháng 11 năm 2016 | 22 tháng 11 năm 2016          | 22 tháng 11 năm 2016 | 22 tháng 11 năm 2016 |
| STT                  | Nhan đề                       | Ca sĩ                | Thời lượng           |
| -------------------- | ----------------------------- | -------------------- | -------------------- |
| 1.                   | "Because It's you" (그대라서) | Lee Hyun             | 4:28                 |
| 2.                   | "Because It's you" (Inst.)    |                      | 4:28                 |
| Tổng thời lượng:     | Tổng thời lượng:              | Tổng thời lượng:     | 8:24                 |

### Part 2
| 30 tháng 11 năm 2016 | 30 tháng 11 năm 2016   | 30 tháng 11 năm 2016 | 30 tháng 11 năm 2016 |
| STT                  | Nhan đề                | Ca sĩ                | Thời lượng           |
| -------------------- | ---------------------- | -------------------- | -------------------- |
| 1.                   | "Forever Love"         | Haebin (Gugudan)     | 3:34                 |
| 2.                   | "Forever Love" (Inst.) |                      | 3:34                 |
| Tổng thời lượng:     | Tổng thời lượng:       | Tổng thời lượng:     | 7:36                 |

### Part 3
| 14 tháng 12 năm 2016 | 14 tháng 12 năm 2016 | 14 tháng 12 năm 2016 | 14 tháng 12 năm 2016 |
| STT                  | Nhan đề              | Ca sĩ                | Thời lượng           |
| -------------------- | -------------------- | -------------------- | -------------------- |
| 1.                   | "In Place" (제자리)  | Young Man            | 3:16                 |
| 2.                   | "In Place" (Inst.)   |                      | 3:16                 |
| Tổng thời lượng:     | Tổng thời lượng:     | Tổng thời lượng:     | 6:22                 |

### Part 4
| 28 tháng 12 năm 2016 | 28 tháng 12 năm 2016                                 | 28 tháng 12 năm 2016 | 28 tháng 12 năm 2016 |
| STT                  | Nhan đề                                              | Ca sĩ                | Thời lượng           |
| -------------------- | ---------------------------------------------------- | -------------------- | -------------------- |
| 1.                   | "Walking,Walking (New ver.)" (걷고, 걷고 (New Ver.)) | Jeon In-kwon         | 5:12                 |
| 2.                   | "Walking,Walking (New ver.)" (Inst.)                 |                      | 5:12                 |
| Tổng thời lượng:     | Tổng thời lượng:                                     | Tổng thời lượng:     | 10:24                |

### Part 5
| 3 tháng 1 năm 2017 | 3 tháng 1 năm 2017                                           | 3 tháng 1 năm 2017 | 3 tháng 1 năm 2017 |
| STT                | Nhan đề                                                      | ca sĩ              | Thời lượng         |
| ------------------ | ------------------------------------------------------------ | ------------------ | ------------------ |
| 1.                 | "Today was better than yesterday" (오늘은 어제보다 괜찮았지) | Lee Seok-hoon      | 4:28               |
| 2.                 | "Today was better than yesterday" (Inst.)                    |                    | 4:28               |
| Tổng thời lượng:   | Tổng thời lượng:                                             | Tổng thời lượng:   | 8:46               |

### Part 6
| 4 tháng 1 năm 2017 | 4 tháng 1 năm 2017            | 4 tháng 1 năm 2017 | 4 tháng 1 năm 2017 |
| STT                | Nhan đề                       | ca sĩ              | Thời lượng         |
| ------------------ | ----------------------------- | ------------------ | ------------------ |
| 1.                 | "Mellow (Drama ver.)"         | Daybreak           | 3:34               |
| 2.                 | "Mellow (Drama ver.)" (Inst.) |                    | 3:34               |
| Tổng thời lượng:   | Tổng thời lượng:              | Tổng thời lượng:   | 7:38               |

### Part 7
| 10 tháng 1 năm 2017 | 10 tháng 1 năm 2017           | 10 tháng 1 năm 2017  | 10 tháng 1 năm 2017 |
| STT                 | Nhan đề                       | Ca sĩ                | Thời lượng          |
| ------------------- | ----------------------------- | -------------------- | ------------------- |
| 1.                  | "Always Okay" (언제나 괜찮아) | Shin Yong-jae (4Men) | 4:10                |
| 2.                  | "Always Okay" (Inst.)         |                      | 4:10                |
| Tổng thời lượng:    | Tổng thời lượng:              | Tổng thời lượng:     | 8:20                |

| Disc 2 | Disc 2                             | Disc 2          | Disc 2     |
| STT    | Nhan đề                            | Ca sĩ           | Thời lượng |
| ------ | ---------------------------------- | --------------- | ---------- |
| 1.     | "Romantic Doctor" (Opening Title)  | Various Artists | 02:03      |
| 2.     | "Western Humanism"                 | Various Artists | 03:51      |
| 3.     | "Lie"                              | Various Artists | 04:16      |
| 4.     | "Rocking hotshot"                  | Various Artists | 01:49      |
| 5.     | "Fresh morning"                    | Various Artists | 02:53      |
| 6.     | "I am Not"                         | Various Artists | 03:18      |
| 7.     | "Doctor Blues"                     | Various Artists | 02:51      |
| 8.     | "Time of wrath"                    | Various Artists | 02:26      |
| 9.     | "Little more cheer up"             | Various Artists | 02:54      |
| 10.    | "Tension Around"                   | Various Artists | 02:14      |
| 11.    | "I miss you"                       | Various Artists | 03:05      |
| 12.    | "Met you again"                    | Various Artists | 02:01      |
| 13.    | "Hope of hospital"                 | Various Artists | 03:31      |
| 14.    | "Doctor kim sa boo" (Ending Title) | Various Artists | 02:08      |

| Tiêu đề                                   | Năm  | Cao nhất |                | Nhận xét |
| Tiêu đề                                   | Năm  | KOR Gaon |                | Nhận xét |
| ----------------------------------------- | ---- | -------- | -------------- | -------- |
| "It's Always Okay" (Shin Yong-jae (4men)) | 2017 | 63       | - KOR: 27,311+ | Part 7   |

## Tỷ suất người xem
Màu xanh  thể hiện tỉ lệ thấp nhất và màu đỏ thể hiện tỉ lệ cao nhất.
| Tập          | Ngày phát sóng            | Tiêu đề                                                                 | Tỉ lệ trung bình | Tỉ lệ trung bình | Tỉ lệ trung bình | Tỉ lệ trung bình |
| Tập          | Ngày phát sóng            | Tiêu đề                                                                 | TNmS             | TNmS             | AGB Nielsen      | AGB Nielsen      |
| Tập          | Ngày phát sóng            | Tiêu đề                                                                 | Toàn quốc        | Seoul            | Toàn quốc        | Seoul            |
| ------------ | ------------------------- | ----------------------------------------------------------------------- | ---------------- | ---------------- | ---------------- | ---------------- |
| 1            | ngày 7 tháng 11 năm 2016  | How to Put an Elephant in a Refrigerator(코끼리를 냉장고에 잡어넣는 법) | 9.5% (12th)      | 12.1% (5th)      | 9.5% (7th)       | 10.5% (6th)      |
| 2            | ngày 8 tháng 11 năm 2016  | The Last Days of Adrenaline Hypersecretion(아드레날린 과다분비의 말로)  | 8.7% (14th)      | 11.2% (5th)      | 10.8% (6th)      | 11.7% (5th)      |
| 3            | ngày 14 tháng 11 năm 2016 | Friday of 13 People(13人의 금요일)                                      | 12.5% (5th)      | 16.1% (4th)      | 12.4% (6th)      | 13.2% (4th)      |
| 4            | ngày 15 tháng 11 năm 2016 | Necessary and Sufficient Condition(필요충분조건)                        | 13.1% (5th)      | 16.8% (3rd)      | 13.8% (4th)      | 14.9% (4th)      |
| 5            | ngày 21 tháng 11 năm 2016 | Principle of Relative(상대적 원칙주의)                                  | 15.2% (4th)      | 18.2% (3rd)      | 16.5% (4th)      | 17.9% (2nd)      |
| 6            | ngày 22 tháng 11 năm 2016 | Motivation(동기부여)                                                    | 17.4% (4th)      | 20.6% (3rd)      | 18.9% (3rd)      | 20.3% (2nd)      |
| 7            | ngày 28 tháng 11 năm 2016 | Unstable Factor(불안 요소)                                              | 16.5% (4th)      | 20.3% (1st)      | 18.8% (2nd)      | 20.4% (1st)      |
| 8            | ngày 29 tháng 11 năm 2016 | The Manifestation of Humanism(효머니즘의 발로)                          | 19.5% (2nd)      | 23.4% (1st)      | 21.7% (1st)      | 23.3% (1st)      |
| 9            | ngày 5 tháng 12 năm 2016  | The Boundary of Good(선의 경계)                                         | 18.8% (2nd)      | 22.8% (1st)      | 20.4% (2nd)      | 22.3% (1st)      |
| 10           | ngày 6 tháng 12 năm 2016  | Crush                                                                   | 20.9% (2nd)      | 24.5% (1st)      | 22.8% (1st)      | 24.7% (1st)      |
| 11           | ngày 12 tháng 12 năm 2016 | Psychological Entropy(심리적 엔트로피)                                  | 20.0% (2nd)      | 24.2% (1st)      | 21.6% (1st)      | 23.0% (1st)      |
| 12           | ngày 13 tháng 12 năm 2016 | The Boiling Point(비등점)                                               | 21.6% (2nd)      | 24.9% (1st)      | 23.8% (1st)      | 25.8% (1st)      |
| 13           | ngày 19 tháng 12 năm 2016 | The Art of Turmoil(소동의 미학)                                         | 19.7% (2nd)      | 24.0% (1st)      | 22.6% (1st)      | 24.8% (1st)      |
| 14           | ngày 20 tháng 12 năm 2016 | Paragonimiasis Effect(파라고니미아시스 효과)                            | 21.6% (2nd)      | 26.0% (1st)      | 22.9% (1st)      | 24.6% (1st)      |
| 15           | ngày 27 tháng 12 năm 2016 | The Cornered Stone Syndrome(모난돌 증후군)                              | 20.6% (2nd)      | 24.9% (1st)      | 23.7% (1st)      | 25.6% (1st)      |
| 16           | ngày 2 tháng 1 năm 2017   | Burden of Risk(위험부담)                                                | 19.5% (3rd)      | 23.0% (1st)      | 22.1% (2nd)      | 23.2% (1st)      |
| 17           | ngày 3 tháng 1 năm 2017   | Moment of Truth                                                         | 21.9% (2nd)      | 25.6% (1st)      | 25.1% (1st)      | 26.9% (1st)      |
| 18           | ngày 9 tháng 1 năm 2017   | "Whether You Want It or Not" (원하든 원하지않든)                        | 23.4% (2nd)      | 27.7% (1st)      | 26.0% (1st)      | 27.9% (1st)      |
| 19           | ngày 10 tháng 1 năm 2017  | "Doctors and Righteous People" (의인과 의인)                            | 22.2% (2nd)      | 25.7% (1st)      | 26.7% (1st)      | 28.9% (1st)      |
| 20           | ngày 16 tháng 1 năm 2017  | The Law of Conservation of Romance(낭만 보존의 법칙)                    | 24.7% (2nd)      | 28.4% (1st)      | 27.6% (1st)      | 29.0% (1st)      |
| Trung bình   | Trung bình                | Trung bình                                                              | 18.4%            | 22.0%            | 20.4%            | 21.9%            |
| Tập đặc biệt | ngày 17 tháng 1 năm 2017  | Appendix, The Beginning of Everything(Appendix 그 모든 것의 시작)       | 23.1% (2nd)      | 27.4% (1st)      | 27.0% (1st)      | 28.7% (1st)      |

Note: Episode 15 didn't air as scheduled (Monday, December 26) due to SBS Gayo Daejeon.

## Phát sóng quốc tế
Tại khu vực Los Angeles, bộ phim được phát sóng trên LA 18 KSCI-TV với phụ đề tiếng Anh, bắt đầu từ ngày 5 tháng 12 năm 2016 đến ngày 7 tháng 2 năm 2017.
Tại Đài Loan, Romantic Doctor đã phát sóng trên đài truyền hình CSTV từ ngày 9 tháng 1 đến ngày 25 tháng 1 năm 2017.
Tại Hồng Kông, bộ phim được phát sóng trên Fantastic TV từ ngày 15 tháng 5 đến ngày 20 tháng 6 năm 2017.
Tại Campuchia, nó được phát sóng dưới dạng "ស្នេហ៍ ជំនាញ" trên NICE TV từ ngày 29 tháng 5 đến ngày 12 tháng 6.
Tại Singapore, nó được phát sóng trên Mediacorp Channel U bắt đầu từ ngày 25 tháng 11 năm 2017, lúc 9 giờ tối các ngày thứ Bảy và Chủ nhật.
Tại Philippines, sê-ri được phát sóng trên Mạng GMA với tựa đề Bác sĩ lãng mạn từ ngày 25 tháng 12 năm 2017 đến ngày 15 tháng 2 năm 2018. Chương trình được phát sóng từ thứ Hai đến thứ Năm lúc 10 giờ tối trong khối The Heart of Asia của mạng.
Tại Bulgaria, bộ phim được phát sóng trên BNT 2 bắt đầu từ ngày 9 tháng 4 năm 2019.
Tại Malaysia, bộ phim được phát sóng trên NTV7 từ ngày 7 tháng 5 đến ngày 24 tháng 6 năm 2019, từ thứ Hai đến thứ Năm lúc 6 giờ tối.